# PSR J2222−0137
PSR J2222−0137 — близкий к нам двойной пульсар средней массы, расположенный на расстоянии 267,3+1,2
−0,9 пк (примерно 870 световых лет); это второй по близости к Солнцу двойной пульсар. Период вращения входящей в систему нейтронной звезды (и частота вспышек пульсара) составляет 32,817859053065(3) мс, его поверхностное магнитное поле 719 млн Гс. 
Спутником относительно маломассивной нейтронной звезды (её масса 1,831 ± 0,010 M⊙) является белый карлик, получивший обозначение PSR J2222−0137 B. Гипотеза, что спутником является другая нейтронная звезда, практически исключена. Масса белого карлика сравнительно велика и составляет 1,319 ± 0,004 M⊙. Температура белого карлика составляет менее 3000 К. Это один из самых холодных и самых старых известных белых карликов, и он, вероятно, кристаллизовался. Ввиду того, что в его состав входит главным образом углерод, этот белый карлик размером с Землю описывается как «алмазная звезда». 
Орбитальный период двойной системы составляет 2,4457599929(3) суток. Излучение гравитационных волн приводит к измеримому уменьшению периода обращения системы, составляющему 0,251(8)·10−12 с/с. Орбита является почти круговой, её эксцентриситет очень мал (3,8086(15)·10−4). Измерения задержки радиосигнала (эффект Шапиро) и скорости поворота перицентра (0,096°/год) в системе обеспечивают проверку предсказаний общей теории относительности с точностью около 1%. Система является наиболее массивной среди двойных систем, состоящих из вырожденных звёзд (белых карликов и нейтронных звёзд), в нашей Галактике.
Наблюдения системы обеспечивают возможность проверки альтернативных теорий гравитации (например, тех из них, которые допускают существование дипольных гравитационных волн) и поиск вариаций гравитационной постоянной Ньютона во времени.